# Pointe-des-Cascades
Pour les articles homonymes, voir Pointe des Cascades.
Pointe-des-Cascades est une municipalité de village située dans Vaudreuil-Soulanges, au Québec (Canada). Elle se trouve dans le pays du Suroît dans la région administrative de la Montérégie.

## Histoire

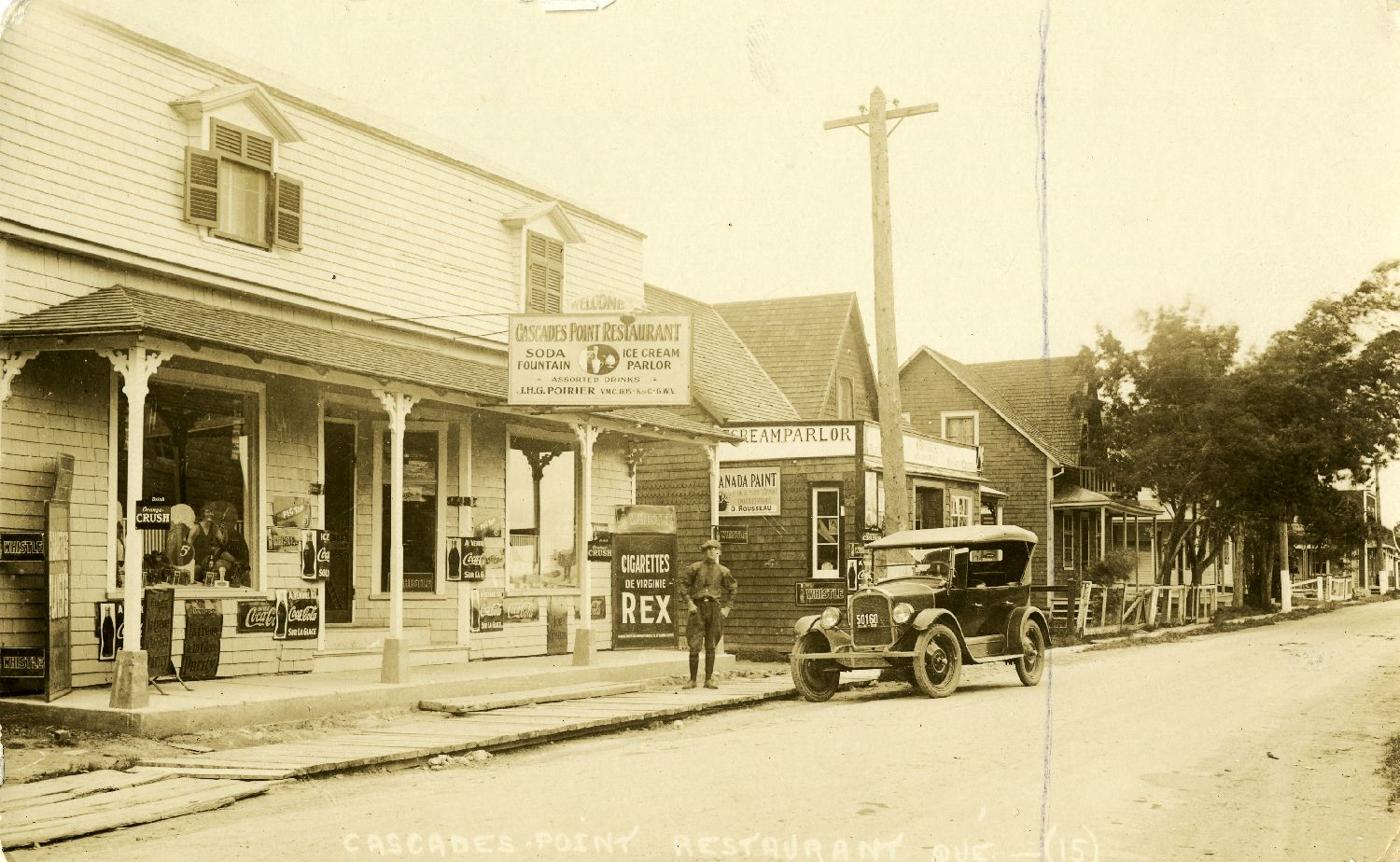
Pointe-des-Cascades en 1910

À partir du milieu du XVIIe siècle jusqu'en 1700, de nombreuses expéditions militaires arrivent à cet endroit aux fins de portage pour contourner les cascades sur le fleuve Saint-Laurent. La première référence à Pointe-des-Cascades paraît dans un texte de Louis-Armand de Lahontan en 1684. Sur une carte de Deshayes en 1695, la Pointe des Cascades est incluse dans la seigneurie de Vaudreuil.
En 1893, le bureau de poste ouvre sous le nom de Pointe des Cascades (rebaptisé en 1951 à Pointe-des-Cascades). Quelques années plus tard débute la construction du canal de Soulanges et quand il a été achevé en 1899, le village est devenu l'Est, terminus aval du canal. En 1958, elle a fermé quand il a été remplacé par le nouveau canal de Beauharnois. Les sentiers le long du canal sont maintenant utilisés comme un itinéraire cyclable régional.
En 1961, la municipalité de village de Pointe-des-Cascades est formée sur le territoire des municipalités de paroisse de Saint-Joseph-de-Soulanges et de Saint-Michel-de-Vaudreuil.

## Héraldique
| Au fil de l’eau vive |
| -------------------- |

| L'écu de Pointe-des-Cascades se blasonne ainsi : D'Argent au chevron d'azur à deux cotices ondée du même, accompagnée d'une rose de gueules tigée et feuillée de sinople et un lion de gueules couronné du même et en plointe de sinople accompagnée d'une ancre de sable entourée d'une chaine du même. |

## Géographie
Pointe-des-Cascades se situe à la pointe de la presqu'île de Vaudreuil-Soulanges dans le Suroît et auparavant dans la région de la Vallée-du-Haut-Saint-Laurent. Le village se trouve au confluent du fleuve Saint-Laurent et de la Outaouais, sur les rives du lac Saint-Louis en face de l'île Perrot, à l'ouest de Montréal. Les municipalités limitrophes sont Vaudreuil-Dorion au nord-ouest et Les Cèdres à l'ouest. La superficie totale de Pointe-des-Cascades est de 9,98 km2, dont 2,63 km2 sont terrestres. Le territoire, à l'extrémité est du canal de Soulanges, est divisé en deux par le canal.

## Démographie
| 1991 | 1996 | 2001 | 2006  | 2011  | 2016  | 2021  |
| ---- | ---- | ---- | ----- | ----- | ----- | ----- |
| 691  | 910  | 913  | 1 046 | 1 340 | 1 481 | 1 775 |

## Administration
Les élections municipales ont lieu en bloc à date fixe aux quatre ans. Le conseil municipal comprend, outre le maire, six conseillers élus sans division territoriale. La mairesse Maryse Sauvé ne sollicite pas de nouveau mandat à l'élection municipale de 2013 et Gilles Santerre devient maire sans opposition.
En 2020, le maire Gilles Santerre remet sa démission et le 4 septembre, Pierre Lalonde est élu à ce titre sans opposition.
| Pointe-des-Cascades Maires depuis 2001                                                                               |                 |                                                             |          |
| Élection | Maire           | Qualité                                                     | Résultat |
| 2001 | Ronald Hayes    |                                                             | Voir     |
| 2005 | Francis Masse   |                                                             | Voir     |
| 2009 | Maryse M. Sauvé | Arrivée en poste avant les élections de 2009, date inconnue | Voir     |
| 2013 | Gilles Santerre |                                                             | Voir     |
| 2017 | Gilles Santerre | Voir                                                        |          |
| 2020 | Pierre Lalonde  | Maire-suppléant (janv.-sept. 2020)                          | Voir     |
| 2021 | Peter Zytynsky  |                                                             | Voir     |
| Élection partielle en italique Depuis 2005, les élections sont simultanées dans toutes les municipalités québécoises |                 |                                                             |          |

|             | 2009 - 2013 | 2013 - 2017 | 2017-2021                                                                                          | 2021-2025                                                                                  |
| Maire       | Maryse M. Sauvé | Gilles Santerre                                                                                                 | Gilles Santerre Pierre Lalonde                                                                     | Peter Zytynsky                                                                             |
| Conseillers | Martin Juneau Pierre Lalonde France Payer Stéphane Beauchesne** Julie Clermont* Chantal Lafleur* Isabelle Poirier* 2 poste vacants | Olivier Doyle** Martin Juneau Pierre Lalonde Carl Giguère Rachel Leroux* Jacinthe Parson-Fréchette France Payer | Olivier Doyle Martin Juneau Pierre Lalonde Peter Zytynsky Mario Vallée Girard Rodney Benoit Durand | Jean-Pierre Poirier Martin Juneau Benoit Durand Anick Rodrigue Natacha Ménard Mario Vallée |

* Élu aux élections générales en début de terme mais n'ayant pas terminé le terme.
** Élu aux élections partielles au cours du terme.
| Période | Période | Identité           | Étiquette | Qualité |
| ------- | ------- | ------------------ | --------- | ------- |
| 2013    | 2021    | Gilles Santerre    |           |         |
| 2009    | 2013    | Maryse M. Sauvé    |           |         |
| 2009    | 2009    | Jean-Pierre Dupont |           |         |
| 2005    | 2009    | Francis Masse      |           |         |
| 1979    | 2005    | Ronald Hayes       |           |         |
| 1971    | 1979    | Pierre Clément     |           |         |
| 1968    | 1971    | Bruno Vallée       |           |         |
| 1961    | 1968    | Pierre Clément     |           |         |

À l'échelon supralocal, Pointe-des-Cascades fait partie de la MRC de Vaudreuil-Soulanges. Elle est également dans la Communauté métropolitaine de Montréal. La population locale est comprise dans la circonscription électorale de Soulanges pour la représentation à l'Assemblée nationale du Québec et dans la circonscription de Vaudreuil-Soulanges à la Chambre des communes du Canada.

## Urbanisme

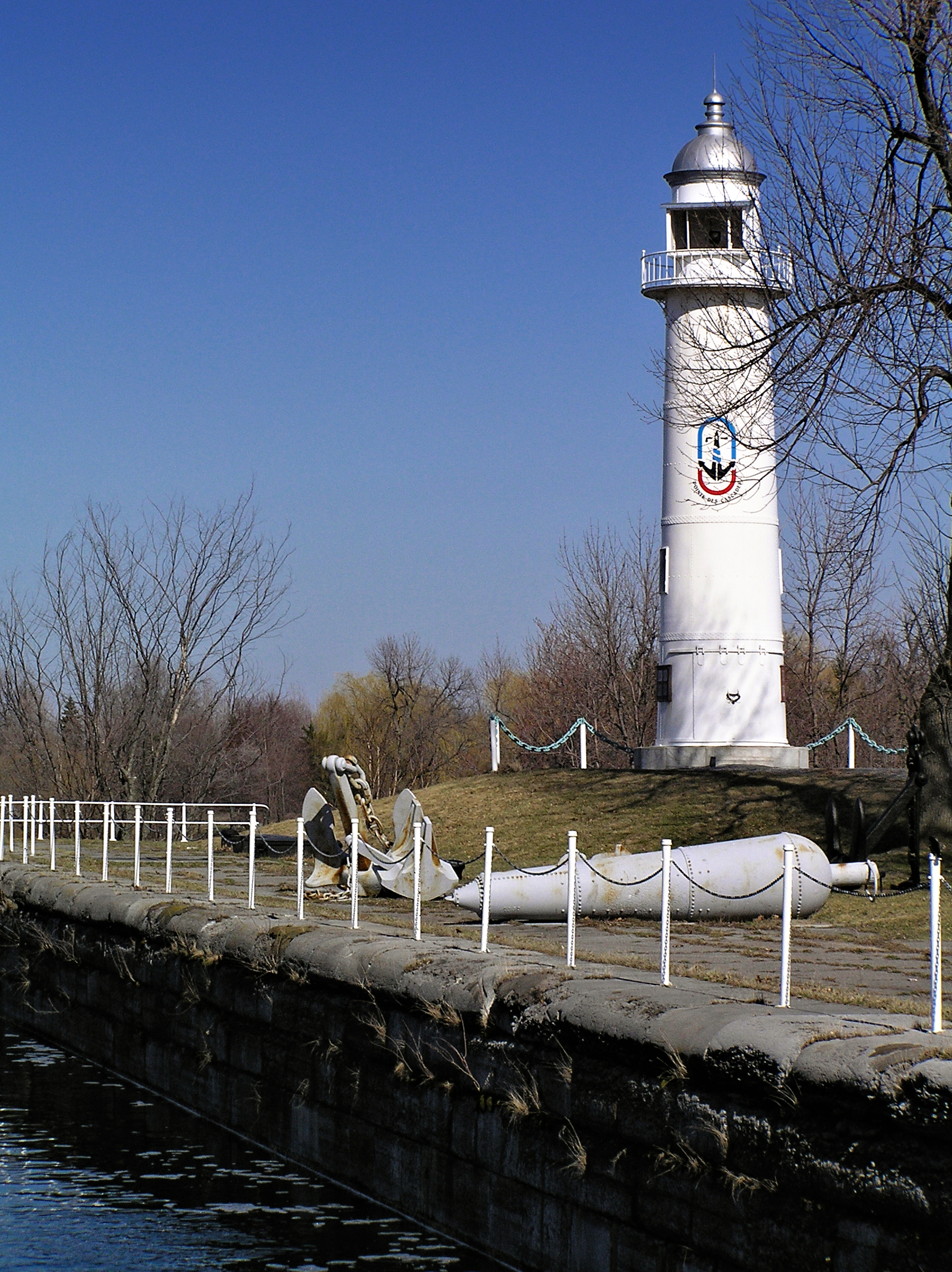
Phare du parc Saint-Pierre

Le village est desservi principalement par le boulevard de Soulanges, tronçon de la route 338, de classe régionale. À cela s'ajoutent la rue Centrale, l'avenue des Cascades ainsi que les chemins du Fleuve et de l'Aqueduc, qui ont le rôle de voies collectrices.
Trois des cinq écluses du canal de Soulanges sont sur son territoire. Deux phares similaires signalaient la présence des dangers jusqu'en 1959, année de la mise en service de la voie maritime du Saint-Laurent. L'un d'eux indiquait l’entrée est du canal de Soulanges. Il domine aujourd'hui le parc Saint-Pierre. Le parc de la Pointe couvre le tiers de la superficie du village. Depuis 2013, un projet résidentiel Place Chéribourg a vu le jour et ajoutera à terme plus de 120 résidences dans la municipalité.

## Économie
Le village est connu pour le Village des Écluses, son camping, sa piste cyclable Soulanges et son parc des Ancres. Dans ce parc, il y a le musée des ancres que des touristes des quatre coins du Québec et même du monde viennent visiter. Ce village a un dépanneur. Auparavant, il y avait une caisse populaire Desjardins, une épicerie, un salon de coiffure, un restaurant de soupe et même un hôtel/bar. Celui-ci était situé sur la rue Centrale. Il a été brûlé par un incendie accidentel dans la fin des années 1990.

## Éducation
Le Centre de services scolaire des Trois-Lacs administre les écoles francophones. On ne retrouve toutefois aucune institution d'enseignement à Pointe-des-Cascades, les élèves étant transportés à Vaudreuil-Dorion.
La Commission scolaire Lester-B.-Pearson administre les écoles anglophones:
- École primaire Birchwood à Saint-Lazare et l'école primaire St. Patrick à Pincourt[17].

## Culture
- Parc des Ancres. Sur le site du parc plus de 75 ancres dont certaines datant des années 1700 sont exposées. On y découvre des ancres de toutes sortes : ancres à jas repliable, à bascule, des grappins à boulet énorme et même une en caoutchouc, mais aussi d'autres objets telles des balises, des bouées, des chaînes, etc. Chaque ancre est installée sur un socle et est décrite par une plaque. On y retrouve également le centre d'interprétation, administré par la Société des recherches historiques de Pointe-des-Cascades.
- Le Parc Saint-Pierre est un parc doté de modules de jeux, d'un gazebo et de toilettes publiques. On y aménage une patinoire en période hivernale. Il est dominé par un grand phare datant de 1902. C'est un endroit propice pour faire du vélo et de la randonnée.
- Le centre communautaire Saint-Marseille
- Le canal de Soulanges
- Phare à l’entrée est du canal de Soulanges.

La bibliothèque Adrienne De Montigny-Clément, nommée en l’honneur de sa fondatrice, compte 2 000 documents et est affiliée au réseau BIBLIO de la Montérégie.

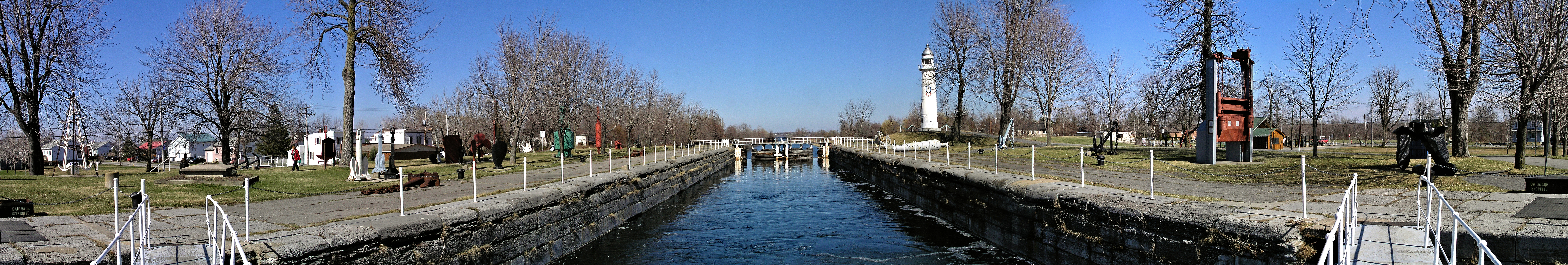
Parc des Ancres et canal de Soulanges